# Steinthaleben
Steinthaleben è una frazione del comune tedesco di Kyffhäuserland situato in Turingia.